# کونوئه موتوزانه
کونوئه موتوزانه (به ژاپنی: 近衛 基実 Konoe Motozane); ۱ ژانویهٔ ۱۱۴۳ – ۲۳ اوت ۱۱۶۶) پسر فوجیوارا نو تادامیچی کوگیو در اواخر دوره هی‌آن اهل ژاپن بود. وی با دومین دختر تایرا نو کیوموری بنام «تایرا نو موریکو» ازدواج کرد. وی در سن ۱۶ سالگی کانپاکو و نایب السلطنه امپراتور نیجو و رهبر خاندان فوجیوارا شد. وی در سن ۲۴ سالگی درگذشت و همسر وی موریکو در سن ۱۲ سالگی بیوه شد. خاندان کونوئه یک از شعب خاندان فوجیوارا بود.